# Rhabdoblattella vietnamensis
Rhabdoblattella vietnamensis är en kackerlacksart som beskrevs av Anisyutkin 1999. Rhabdoblattella vietnamensis ingår i släktet Rhabdoblattella och familjen jättekackerlackor.
Artens utbredningsområde är Vietnam. Inga underarter finns listade i Catalogue of Life.